# Pentagram (gruppo musicale)
I Pentagram or The Pentagram sono un gruppo doom metal rock statunitense. Rappresentano un nome di culto all'interno della scena metal mondiale perché precursori, come i più famosi Black Sabbath, di uno stile plumbeo, oscuro e rallentato che avrebbe poi dato origine al doom metal.
La storia della band è piuttosto travagliata e fatta di uscite discografiche di gran valore, ma anche da numerosi scioglimenti e cambi di formazione che vedranno nello storico cantante Bobby Liebling l'unico membro fisso.
Formatisi nel 1970, arrivarono solo 15 anni dopo alla pubblicazione del primo vero album ufficiale.

## Storia

### Gli anni '70

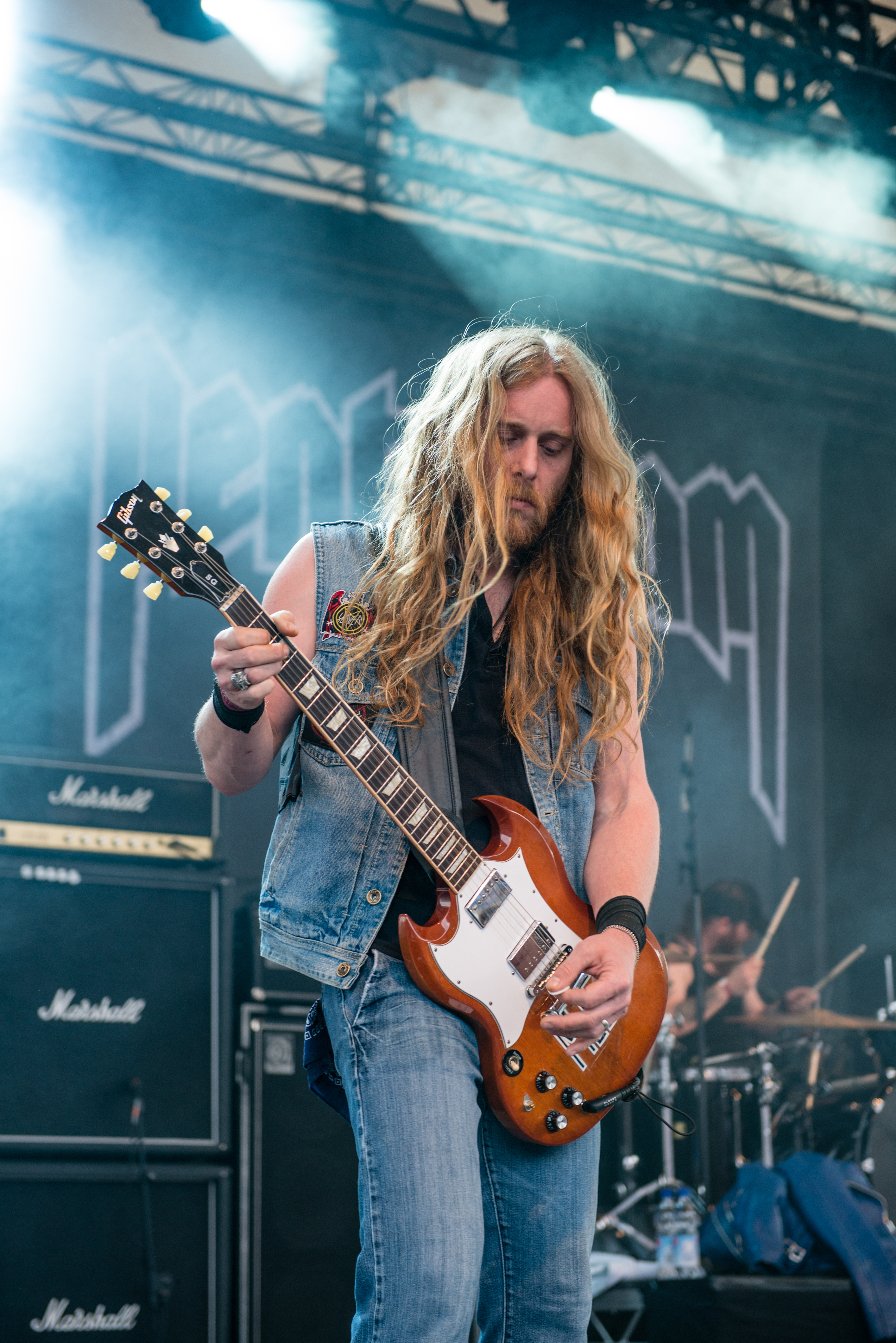
Matt Goldsborough al Rock Hard Festival 2015

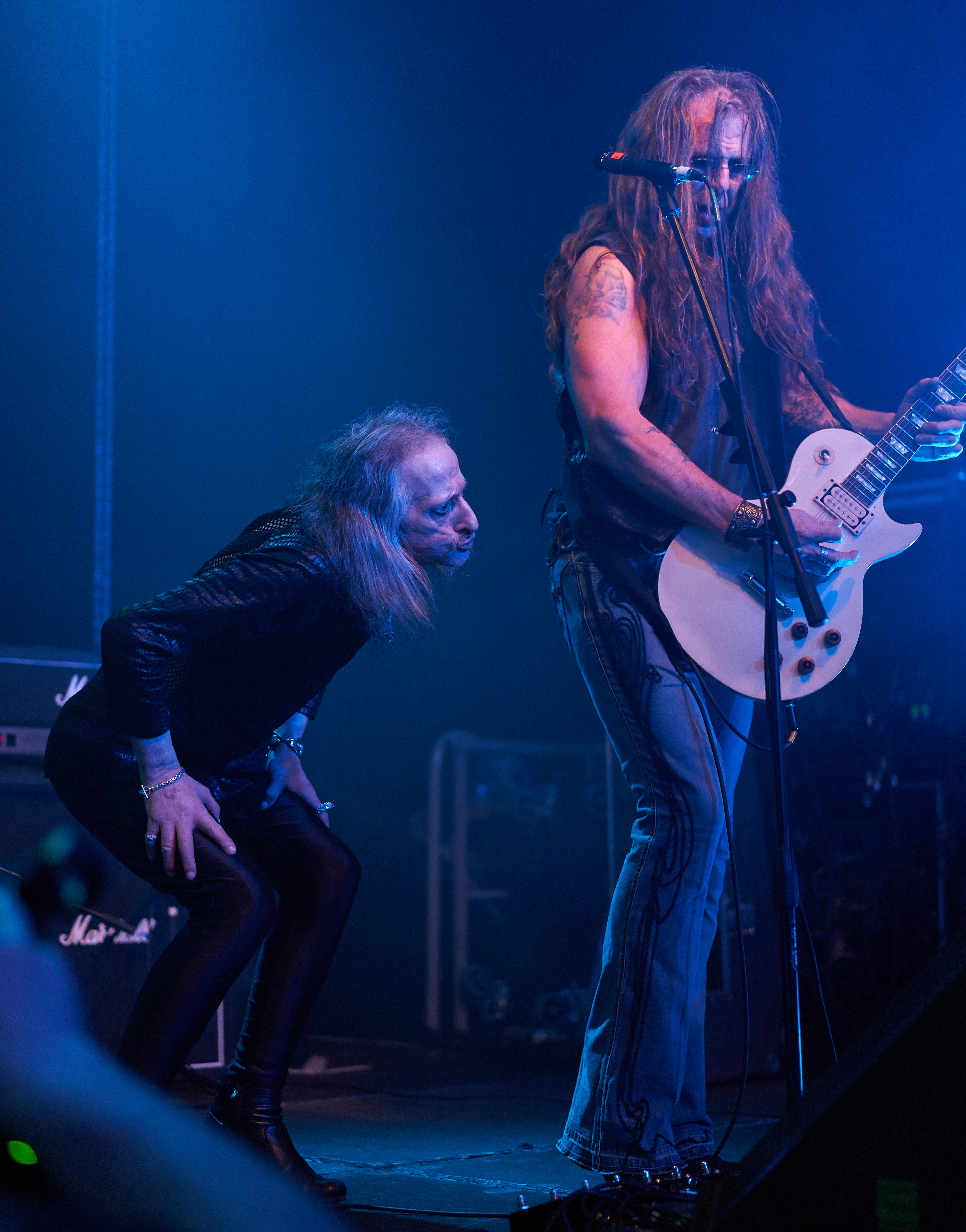
Bobby Liebing e Victor Griffith all'Hammer of Doom 2015

Il nucleo iniziale del gruppo si formò nel 1970 ad Arlington, quando il carismatico cantante Bobby Liebling si unì alla band Space Meat, che all'epoca comprendeva il chitarrista John Jennings, il bassista Greg Mayne ed il batterista Geoff O'Keefe. Il quartetto assunse il nome di Stone Bunny, cambiandolo dopo pochissimo tempo nel definitivo Pentagram. Questa prima formazione della band ebbe tuttavia vita breve visto che le composizioni di Jennings erano orientate su strade maggiormente melodiche per la troppo aggressiva voce di Liebling. Quest'ultimo decise di abbandonare il gruppo, che continuò per alcuni mesi l'attività musicale tornando ad essere un trio e riprendendo il vecchio nome Space Meat, fino a che non si arrivò allo scioglimento a causa di divergenze musicali interne.
Nel 1971, tuttavia, Liebling e O'Keefe, passato alla chitarra, decisero di riunire il proprio talento e la propria passione per il rock duro alla Blue Cheer e assoldarono Vincent McAllister al basso e Steve Martin alla batteria. La nuova formazione riassunse definitivamente il nome Pentagram.
La rinnovata formazione iniziò quindi a produrre la propria musica, allora fortemente influenzata da band storiche quali Blue Cheer, The Frost, Sir Lord Baltimore e Captain Beyond. Dopo poco tempo vi fu anche il ritorno di John Jennings, convinto dagli altri ad unirsi al nuovo gruppo come secondo chitarrista, in quanto intenzionati a sperimentare una formazione a doppia chitarra.
Il retroterra jazzistico di un batterista come Martin, portò quest'ultimo all'abbandono del gruppo, tanto che fu O'Keefe a tornare dietro la batteria. Ma anche questa compagine durò solamente una prova, dato che subito dopo anche Jennings, rimasto l'unico chitarrista, dichiarò, ancora una volta, di essere intenzionato ad intraprendere strade differenti, lasciando così i tre membri superstiti senza un chitarrista. Dopo una serie di tentativi "interni" di rimettere in sesto la formazione (per un breve periodo fu Liebling a suonare rudimentalmente la chitarra durante le prove), il bassista McAllister espresse il desiderio di passare alla chitarra. La decisione fu inaspettata e lasciò increduli gli altri membri che comunque non si opposero al tentativo. Il risultato fu la clamorosa scoperta che McAllister era il chitarrista perfetto per i progetti del gruppo. Ripresero quindi nei Pentagram il primissimo bassista degli Space Meat Greg Mayne (che abitava nella stessa zona di McAllister) e così, nonostante questa fosse la quarta diversa formazione in pochi anni, fu ufficiale la nascita della prima formazione "autentica" dei Pentagram con Liebling (voce), McAllister (chitarra), Mayne (basso) e O'Keefe (batteria), nota anche come "Ram Family".
La band diede alle stampe il primo singolo Be Forwarned/Lazy Lady (1972) pubblicato a tiratura limitata di sole 1 000 copie e in occasione del quale, per motivi di opportunità, il gruppo adotta momentaneamente il nome di Macabre per far tacere le voci di presunto satanismo che circolavano a causa del nome pentagram (simbolo satanico). Dopo poco però, a causa della decisione di cambiare di nuovo nome per l'impronunciabilità in inglese di Macabre (tra i vari nomi presi in esame Wicked Angel e Virgin Death), decisero di tornare al nome tradizionale di Pentagram. 
Come rivelato solo di recente, negli anni settanta (1973 circa) nacque un side project del gruppo, chiamato Bedemon, costituito da Randy Palmer, Bobby Liebling, Geof O'Keefe e l'amico di Palmer Mike Matthews.
La formazione classica dei Pentagram - con l'arrivo del secondo chitarrista Randy Palmer - rimase inalterata fino al 1976 portando la band alla pubblicazione di diversi demo e singoli che rimarranno tuttavia oggetti di culto e vedranno la pubblicazione in raccolte su CD molto tempo dopo.

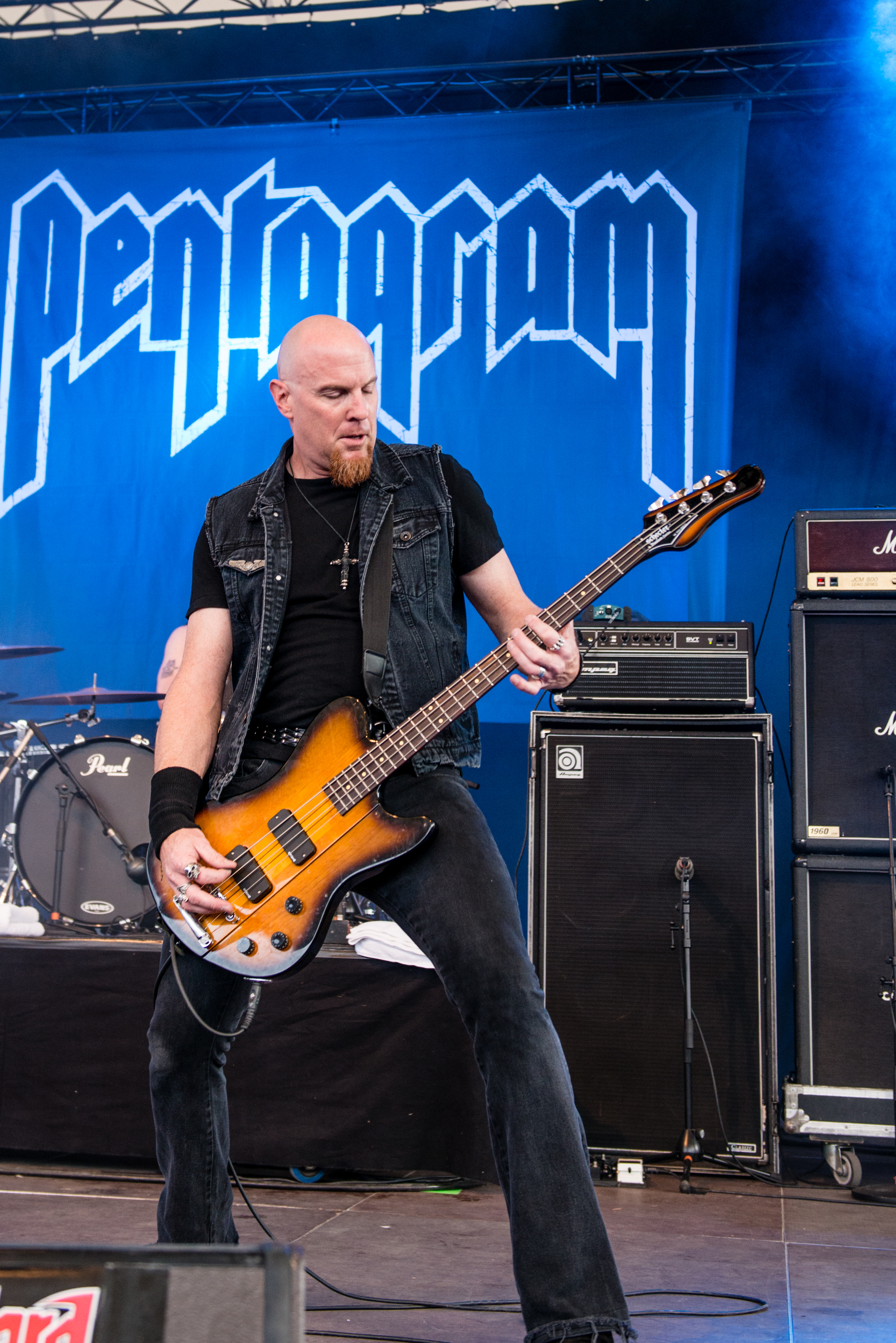
Greg Turley

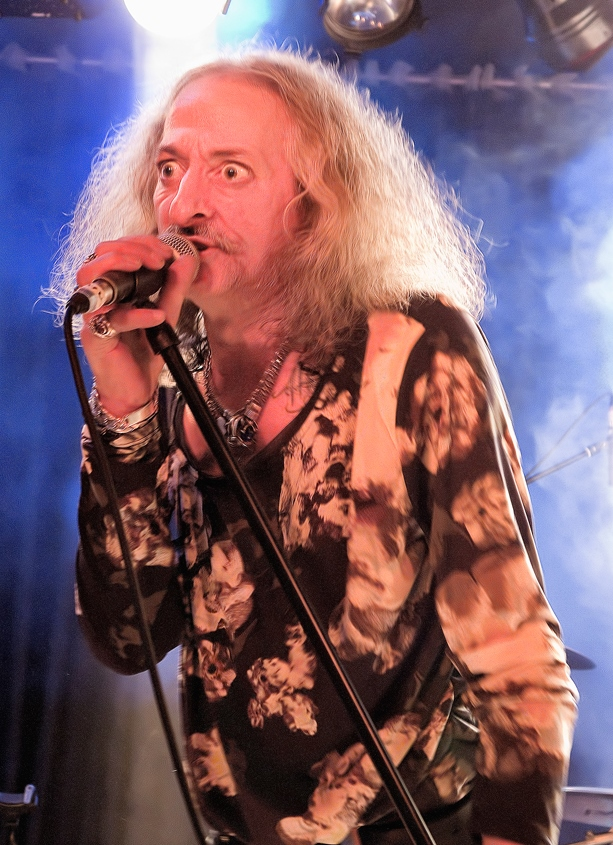
Bobby Liebling in concerto nel 2013

Nonostante una ritrovata unità di intenti, il gruppo americano era pervaso dai dissidi interni che portarono ancora a uno scioglimento sul finire del 1976, lasciando solo Bobby Liebling. Gli altri membri tentano senza successo di trovare un nuovo cantante.
L'anno successivo il cantante prova a riformare un gruppo ripartendo da Randy Palmer (poi Marty Iverson) alla chitarra, John Ossea alla batteria e al basso Rick Marinari prima e Vance Bockis poi. Ma il tentativo non porterà i frutti sperati.
Nel 1978 Liebling incontra Joe Hasselvander, batterista di una band di Washington, i The Boys: i due iniziano una collaborazione tanto stretta che il gruppo riassume il nome di Pentagram. Con Liebling e Hasselvander ci sono il bassista Martin Swaney e i chitarristi Paul Trowbridge e Richard Kueht. Questa line-up è nota come la "High Voltage Era" dei Pentagram e dà alle stampe per un'etichetta locale il nuovo singolo Livin' in a Rams Head/When the Screams Come (1979) ma il progetto appena nato di nuovo viene accantonato per problemi interni. Questa formazione rimarrà immortalata molti anni dopo dal live "A Keg Full of Dynamite"

### Gli anni '80
Nel 1981 Hasselvander presentò Liebling al chitarrista Victor Griffin con il quale aveva da poco formato una nuova band, i Death Row, i quali ingaggiarono il cantante assieme al bassista Martin Swaney. La band compose subito il brano All Your Sins che confluirà poi nel debutto discografico come Pentagram.
Nel corso dell'anno 1983 i Death Row, anche sotto pressione dei fans più sfegatati di Liebling, cambiarono nome e confluirono nei "nuovi" Pentagram. Finalmente i Pentagram diedero alle stampe nel 1985 l'album che Liebling attendeva da 15 anni: l'omonimo Pentagram. L'album presenta undici brani di un oscuro heavy metal distante per certi versi dall'hard rock settantiano dei primi introvabili demo, ma sempre caratterizzato dall'incedere mistico ed oscuro che accompagnerà il carattere musicale dei Pentagram per tutta la carriera.
Dopo la pubblicazione dell'album, il batterista Joe Hasselvander lascerà la band per unirsi agli inglesi Raven e sarà sostituito da Stuart Rose. I Pentagram conosceranno il loro periodo più prolifico pubblicando il secondo album Day of Reckoning nel 1987, altra opera di metal oscuro che molti reputano il miglior lavoro della loro discografia. Malgrado il successo e la fama mondiale finalmente raggiunta dopo anni di delusioni e sacrifici, la band si scioglierà nuovamente nel 1988, per riformarsi qualche anno dopo una volta trovato un accordo con la Peaceville Records. In questa reunion sono da annoverare i brevi ritorni di Randy Palmer alla chitarra e Greg Mayne al basso, con John Cook alla batteria e Teddy Feldman alla seconda chitarra.

### Gli anni '90
A sette anni di distanza dal secondo album, i Pentagram si riformano nella line-up classica con Liebling, Griffin, Swaney e Hasselvander: quegli anni vedranno uscire le riedizioni dei primi due lavori da parte della Peaceville Records: il primo album verrà stampato a nome Relentless, con una nuova copertina e un ordine dei brani leggermente variato, mentre Day Of Reckoning sarà presentato nella nuova versione con un ordine diverso dei brani e con nuove parti di batteria incise da Hasselvander. Subito dopo verrà realizzato il terzo album intitolato Be Forewarned (1994), che aprirà il nuovo ciclo del gruppo sempre sotto l'egida della Peaceville, etichetta attenta alle sonorità oscure che in quel periodo annoverava tra le proprie file anche band più estreme come My Dying Bride e Darkthrone.
Dopo il terzo album lasceranno di nuovo la formazione Hasselvander (che si unirà brevemente dal vivo ai Cathedral di Lee Dorrian), Swaney (che si ritirerà definitivamente dal settore) e un anno dopo anche Griffin (Greg Reeder fu il sostituto di breve durata alla chitarra). Malgrado i rimpiazzi rappresentati da Gary Isom (batteria) e dai bassisti Greg Turley e Ned Meloni, l'odissea del gruppo non sembra aver fine. Nel 1996 dopo la pubblicazione di un nuovo demo la band si scioglierà per problemi di droga del cantante.
Nel 1998 la Downtime Recordings pubblicherà Human Hurricane, raccolta di una serie di brani inediti registrati tra il 1973 ed il 1976. Nel 1999 i Pentagram si ricostituiscono ancora una volta grazie al sempre presente Liebling ed al rientro in formazione del batterista Joe Hasselvander. L'immediato interessamento dell'etichetta italiana Black Widow Records di Massimo Gasperini porterà alla pubblicazione - nello stesso anno - del nuovo album Review Your Choices, inciso con una formazione a due (Liebling alla voce e Hasselvander che suona batteria, chitarre e basso), che mostrerà una band in forma smagliante, capace di suonare alla stessa maniera rimanendo comunque al passo coi tempi.

### Gli anni 2000

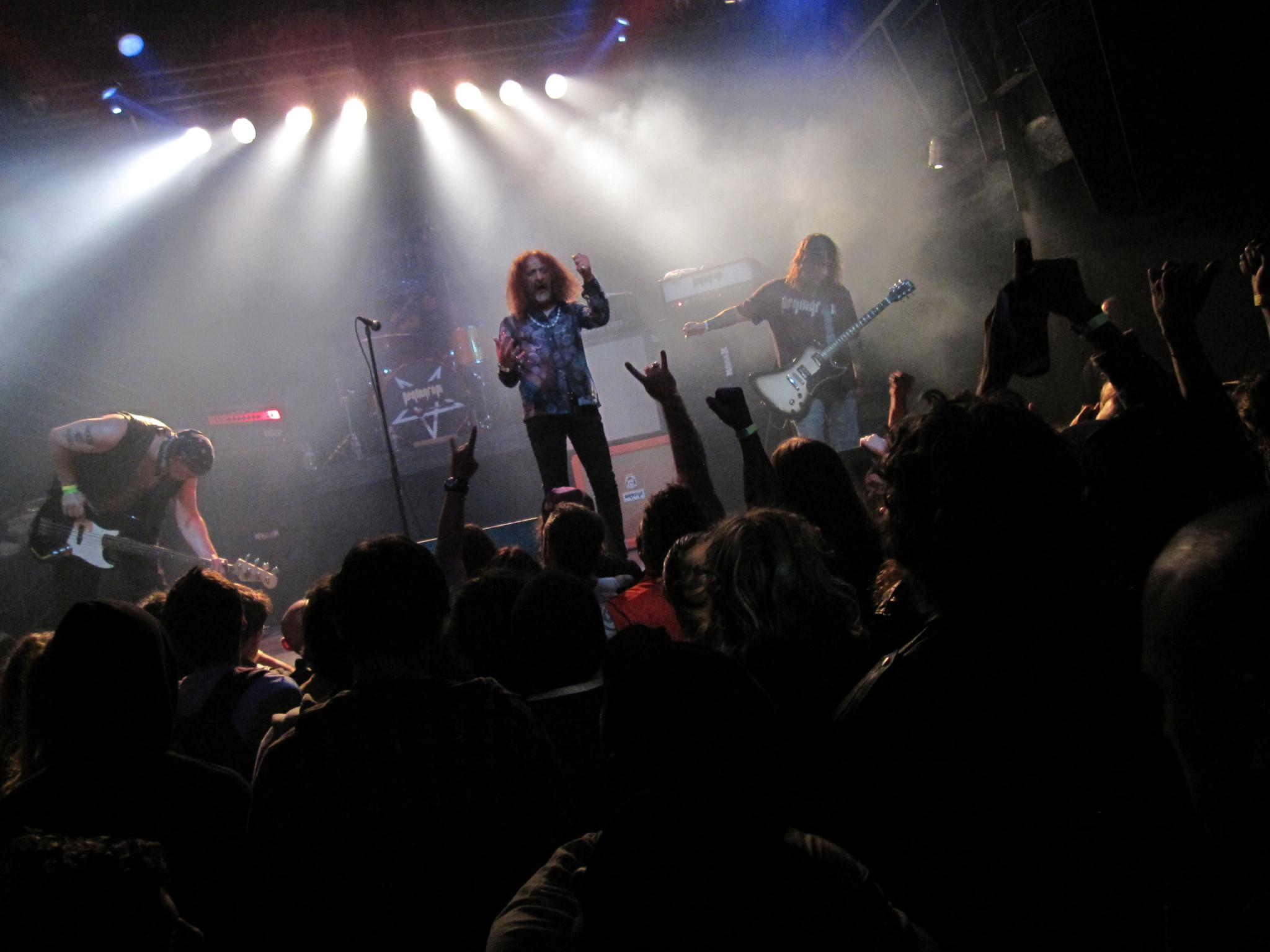
I Pentagram in concerto al DNA Longue, San Francisco, 2009

La rinascita della formazione e il contratto con la Black Widow Records porteranno ad una serie di pubblicazioni sia con nuove produzioni che con vecchi demo e singoli scivolati nel dimenticatoio. E così, dopo una temporanea reunion dei Death Row (Liebling-Griffin-Abney-Hasselvander), i Pentagram torneranno subito a farsi vivi con la pubblicazione del nuovo album Sub-Basement (2001, inciso ancora una volta a due da Hasselvander e Liebling (dal vivo la band si esibisce occasionalmente: Dale Russell suona la batteria, con Walter White al basso e lo stesso Hasselvander alla chitarra) e di un bellissimo live-album del 1978: A Keg Full Of Dynamite (2003).
Segue la pubblicazione di Show'Em How (2004), album che vede una formazione totalmente rinnovata attorno a Liebling: Kelly Charmichael (chitarra), Adam S. Heinmann (basso), Mike Smail (batteria). Tutti e tre i nuovi musicisti fanno parte della doom-metal band degli Internal Void. A rinverdire i fasti del passato  è invece l'uscita di due raccolte, First Daze Here - The Vintage Collection e First Daze Here Too, contenenti molte registrazioni dei vecchi demo degli anni Settanta.
Attorno ai Pentagram si registra un rinnovato interesse, dopo anni di oblio e instabilità. Eppure dopo Show'Em How la band entra in una sorta di limbo a causa delle gravi dipendenze di Liebling, che giunge al punto di non presentarsi ad alcuni concerti dal vivo e persino a collassare sul palco. Il silenzio è rotto nel 2008, quando l'ennesima formazione dei Pentagram si presenta ai fan con - accanto a Liebling - Russ Strahan (chitarra), Mark Ammen (basso, dopo una breve parentesi con Kayt Vigil) e il rientrante Gary Isom alla batteria (era stato membro live a metà anni '90). Questa formazione sarà in qualche modo protagonista nel 2009 della rinascita dei Pentagram e di Bobby Liebling, così come documentato nel toccante Dvd Last Days Here, che racconta in modo crudo i quattro decenni di dipendenza dalle droghe del cantante, ma anche la sua lenta e faticosa rinascita sostenuta in particolare dall'amico e manager Sean Pelletier e dalla futura moglie Hallie, che gli darà un figlio.
Nel 2010, Strahan lascia misteriosamente la band alla vigilia di una tournée. È rimpiazzato brevemente da Johnny Koutsioukis dei Wretched. Il colpo di scena diventa occasione per l'ennesima rifondazione: dopo oltre 15 anni si vede una formazione con un Bobby Liebling ormai sobrio e il ritorno dello storico chitarrista dell'era doom dei Pentagram, Victor Griffin. Completano i ranghi Greg Turley al basso e Gary Isom alla batteria (entrambi già membri live a metà anni '90). La formazione (ma con Tim Tomaselli al posto di Isom alla batteria) registra l'ottimo  Last Rites del 2011, cui segue una fortunata tournée (questa volta con Albert Born alla batteria) sia negli USA che in Europa. 
Nel corso del 2012, i Pentagram annunciano l'ingresso di un nuovo batterista, Sean Saley (già con i Government Issue), e l'amichevole separazione da Victor Griffin. Nell'aprile del 2013 viene reso noto il nome del suo sostituto, Matt Goldsborough, proveniente dai The Great Unknown. Dopo un'estesa attività live, la band annuncia un nuovo disco in lavorazione nel corso del 2014 e il ritorno del leggendario chitarrista Victor Griffin accanto a Bobby Liebling, dopo una pausa durata due anni. Nel febbraio 2015, la band annuncia il nuovo batterista "Minnesota" Pete Campbell, già con Griffin negli In-Graved: nello stesso anno, esce Curious Volume. Nel 2017 emerge la notizia che Liebling, che inizialmente pareva finito in un centro di disintossicazione per nuovi problemi legati agli stupefacenti, è in realtà accusato di abusi su una persona adulta vulnerabile. Successivamente sarà ritenuto colpevole e sconterà una pena di 18 mesi di reclusione. I membri rimanenti (il trio Griffin, Turley, Campbell) decidono di non fermarsi e così per la prima volta nella loro storia i Pentagram si esibiscono senza il loro frontman, con Griffin alla chitarra e voce.
La band riappare nel gennaio del 2019, annunciando nuove date live con il ritorno di Bobby Liebling al microfono e di Matt Goldsborough alla chitarra al posto del nuovamente dimissionario Victor Griffin, che rientrerà comunque nel 2023. Il bassista Greg Turley annuncia nella primavera del 2024 la sua partenza, con Liebling che a stretto giro di posta lascia intendere l'avvio a breve di una nuova line-up della band.

## Formazione
Attuale
- Bobby Liebling - voce (1971–presente)
- Tony Reed  - chitarra (2024-presente)
- Scooter Haslip - basso (2024-presente)
- Henry Vazquez - batteria (2024-presente)

Ex componenti, session e musicisti live
- Vincent McAllister - chitarra, basso (1971-1977; deceduto nel 2006)
- Greg Mayne - basso (1971-1976, 1988-1989; deceduto nel 2021)
- Geof O'Keefe - batteria, chitarra (1971-1977)
- Steve Martin - batteria (1971)
- John Jennings - chitarra (1971)
- Randy Palmer - chitarra (1974-1975, 1988-1989; deceduto nel 2002)
- Marty Iverson - chitarra (1976-1977)
- Rick Marinari - basso (1976-1977)
- John Ossea - batteria (1977)
- Joe Hasselvander - batteria, basso, chitarra (1978-1979, 1983-1985, 1993-2002)
- Martin Swaney - basso (1978-1979, 1983-1988, 1993-1995)
- Richard Kueht - chitarra (1978-1979)
- Paul Trowbridge - chitarra (1978-1979)
- Norman Lawson - chitarra (1977-1979)
- Vance Bockis - basso (1979; deceduto 2012)
- Victor Griffin - chitarra (1983–1988, 1993–1996, 2010–2012, 2014–2018, 2023-presente; voce 2017)
- Stuart Rose - batteria (1985-1988; deceduto nel 2016)
- Ted Feldman - chitarra (1988-1989)
- John Cook - batteria (1989)

- Gary Isom - batteria (1995-1996, 2008-2010)
- Ned Meloni - basso (1996)
- Greg Reeder - chitarra (1996)
- Dale Russell - batteria (2001)
- Walter White - basso (2001)
- Kelly Carmichael - chitarra (2003-2005)
- Adam Heinzmann - basso (2003-2005)
- Mike Smail - batteria (2003-2005)
- Kayt Vigil - basso (2008)
- Mark Ammen - basso (2008-2010)
- Russ Strahan - chitarra (2008-2010)
- Johnny "Wretched" Koutsioukis - chitarra (2010)
- Albert Born - batteria (2011)
- Tim Tomaselli - batteria (2010-2011)
- Sean Saley - batteria (2012–2015)
- Greg Turley - basso (1995-1996, 2010-2024)
- Matt Goldsborough - chitarra (2013-2015, 2019-2024)
- "Minnesota" Pete Campbell - batteria (2015–2020, 2021-2024)
- Ryan Manning - batteria (2022, 2024)

## Discografia

### Album in studio
- 1985 - Pentagram (ristampato come Relentless)
- 1987 - Day of Reckoning
- 1994 - Be Forewarned
- 1999 - Review Your Choices
- 2001 - Sub-Basement
- 2004 - Show 'Em How
- 2011 - Last Rites
- 2015 - Curious Volume
- 2025 - Lightning in a Bottle

### Live
- 2003 - A Keg Full of Dynamite
- 2011 - Live Rites
- 2015 - When the Screams Come

### Singoli
- 1973 - Hurricane / Earth Flight
- 1973 - Under My Thumb / When the Screams Come
- 1979 - Livin' in a Ram's Head / When the Screams Come
- 1993 - Relentless / Day of Reckoning
- 2015 - Bang It Out

### Demo
- 1973 - Bias Recordings Studio
- 1974 - Demo
- 1976 - Underground Sound
- 1996 - Demo 1996
- 1997 - Demo 1997

### Raccolte
- 1998 - Human Hurricane
- 2001 - First Daze Here: The Vintage Collection
- 2002 - Turn to Stone
- 2006 - First Daze Here Too
- 2011 - If the Winds Would Change

### Apparizioni
- 1999 - Blue Explosion: A Tribute to Blue Cheer
- 1999 - Thousand Days of Yesterdays: A Tribute to Captain Beyond
- 2008 - Like Black Holes in the Sky: A Tribute to Syd Barrett
- 2014 - Heavy Nuggets III (15 Gems from the Hard Rock Underground)
- 2015 - Sweet Leaf: A Stoner Rock Salute to Black Sabbath

### Come Macabre
- 1972 - Be Forewarned/Lazy Lady

### Come Death Row
Demo
- 1982 - All Your Sins
- 1983 - Whore

Video
- 1983 - Through the Shadow
- 2009 - Alive in Death
- 2015 - All Your Sins: Video Vault

Raccolte
- 2000 - Death Is Alive: 1981-1985

Split
- 2001 - Death Row Reunion (con Place of Skulls, Black Manta, Internal Void, Throttlerod)

## Videografia

### Video
- 2011 - When The Screams Come
- 2012 - Last Days Here